# Municipio de Morgan (condado de Rowan)
El municipio de Morgan (en inglés: Morgan Township) es un municipio ubicado en el  condado de Rowan en el estado estadounidense de Carolina del Norte. En el año 2010 tenía una población de 3.424 habitantes.

## Geografía
El municipio de Morgan se encuentra ubicado en las coordenadas 35°34′14.5″N 80°18′22.2″O / 35.570694, -80.306167.